# Sophora purpusii
Sophora purpusii är en ärtväxtart som beskrevs av Townshend Stith Brandegee. Sophora purpusii ingår i släktet soforor, och familjen ärtväxter. Inga underarter finns listade i Catalogue of Life.